# Reepham (Norfolk)
Reepham is een civil parish in het bestuurlijke gebied Broadland, in het Engelse graafschap Norfolk met 1207 inwoners.

## Geboren in Reepham
- George Goodwin Kilburne (1839–1924), kunstschilder